# Banco de Murcia
Banco de Murcia fue una entidad financiera española, que fue absorbida por el Banco de Valencia el 14 de octubre de 2002.
Tras la absorción del Banco de Valencia por parte de CaixaBank, tanto las oficinas de Banco de Valencia como las de Caixabank existentes en la Región de Murcia adoptaron la denominación "Banco de Murcia" junto a la estrella característica de la entidad catalana durante varios años.

## Historia
El Banco de Murcia nació en Cieza (Provincia de Murcia) en 1946 con el nombre de Banca Martínez Montiel, impulsado por empresarios locales, vinculados principalmente al negocio del esparto. Tras un cambio de denominación en 1962, con el nombre de Banco Murciano, adoptó finalmente en 1972 el de Banco de Murcia, formando parte del Grupo Rumasa.
Tras la expropiación de Rumasa en 1983 el banco fue adjudicado al Banco de Santander quien a continuación lo vendió a su presidente Emilio Botín-Sanz de Sautuola, quedando el banco integrado en la estructura operativa del Grupo Banco Santander. En 1993 el Banco de Murcia fue adquirido por la Caja de Ahorros de Valencia, Castellón y Alicante, pasando a formar parte del Grupo Bancaja.
En 1997, siguiendo una línea de expansión, el Banco de Valencia adquirió el Banco de Murcia, que mantuvo como filial hasta 2002, año en el que decidió absorberlo.
En 2002, contaba con unas 82 sucursales ubicadas principalmente en la Región de Murcia y en menor medida en las provincias de Alicante, Almería y Valencia.
En 2013, Banco de Valencia fue absorbido por CaixaBank, y tanto las oficinas de Banco de Valencia como las de Caixabank existentes en la Región de Murcia adoptaron la denominación "Banco de Murcia" junto a la estrella característica de la entidad catalana.